# ヤドヴィガ・ボレスワヴヴナ
ヤドヴィガ・ボレスワヴヴナ（Jadwiga Bolesławówna, 1266年 - 1339年12月10日）は、ポーランド王ヴワディスワフ1世の妃。ヴィエルコポルスカ公ボレスワフの次女で、母はハンガリー王ベーラ4世の娘ヨレンタ。ヴィエルコポルスカ公兼ポーランド王プシェミスウ2世は従兄に当たる。

## 生涯
1293年、クヤヴィ公ヴワディスワフと結婚した。夫はポーランド支配をもくろむボヘミア王ヴァーツラフ2世の強力なライバルであった。2人の争いのため、ヤドヴィガとその家族にも命の危険が及ぶことがあった。ヴァーツラフ2世がポーランド王として戴冠した1300年には、ヴワディスワフは国外に亡命し、ヤドヴィガも3人の子供達を連れて身を隠す必要に迫られた。1305年にヴァーツラフ2世は死去し、その息子で後継者のヴァーツラフ3世も翌年、ポーランド遠征に向かう途中で暗殺された。ボヘミアは混乱状態となり、ヴワディスワフがポーランドにおける新しい支配者として迎えられた。
1318年、ヴワディスワフは戴冠のための運動を始めた。教皇による認可を受けて、ヴワディスワフとヤドヴィガは1320年にポーランドの国王と王妃として、クラクフで戴冠した。戴冠式はポーランドが再統合によって独立王国としての地位を取り戻したという政治的主張でもあった。新しいポーランド王国はいまだ弱体で、その命運は外国との友好関係にかかっていた。国王夫妻は1320年、次女エルジュビェタをハンガリー王カーロイ1世に嫁がせた。娘夫婦の間に生まれたラヨシュ1世は、後にポーランド王となっている。
ヤドヴィガは夫の治世中、国政において積極的な役割を演じていた。1331年、孫娘の一人でグウォグフ公の未亡人であるコンスタンツィアが修道女になると、ヤドヴィガは孫に代わってスタルィ・ソンチを統治した。1333年に夫に先立たれ、6年後に世を去った。

## 子女
夫ヴワディスワフとの間に6人の子供をもうけた。
1. ステファン（1306年没）
2. ヴワディスワフ（1311/1312年没）
3. クネグンダ（1298年頃 - 1331年4月9日） - 1310年、シフィドニツァ公ベルナルトと結婚、後にザクセン選帝侯ルドルフ1世と再婚
4. エルジュビェタ（1305年 - 1380年12月29日） - 1320年7月6日、ハンガリー王カーロイ1世と結婚
5. カジミェシュ3世（1310年4月30日 - 1370年11月5日）
6. ヤドヴィガ（1320/1322年6月3日没）